# Armitermes
Armitermes es un género de termitas  perteneciente a la familia Termitidae que tiene las siguientes especies:

## Especies
1. Armitermes armiger
2. Armitermes bidentatus
3. Armitermes spininotus